# Байрамов, Ханоглан Вели оглы
Ханоглан Вели оглы Байрамов (азерб. Xanoğlan Vəli oğlu Bayramov; 13 сентября 1933, Лерикский район — 20 сентября 1999, Баку) — советский азербайджанский нефтяник, Герой Социалистического Труда (1958).

## Биография
Родился в 1933 году в селе Нимакеш Зувандского района Азербайджанской ССР (ныне не существует). Через некоторое время после рождения сына, родители переехали в село Амирджаны близ Баку, где Ханоглан и окончил школу.
Позже окончил нефтяной техникум в городе Баку. Байрамов начал трудовую деятельность в 1950 году сварщиком строительно-монтажном управлении «Орджоникидзенефть», с 1953 года трудился на строительно-монтажном управлении № 6 треста «Азморнефтестрой», которое участвовало в строительстве Нефтяных Камней, сам же он активно участвовал в строительстве длинных (более 10 километров) морских эстакад. Активно участвовал в строительстве морского нефтепромысла «Тюленево» в Болгарской Народной Республике, где установил рекордные трудовые показатели. С 1958 года — начальник строительно-монтажного управления № 6, заведующий трестом «Каспийнефтестрой», заместитель начальника треста «Азморнефтестрой», начальник специализированного ремонтно-строительного управления № 1 треста «Азморнефтестрой».
Указом Президиума Верховного Совета СССР от 9 августа 1958 года, за выдающиеся успехи, достигнутые в строительстве и промышленности строительных материалов, Байрамову Ханоглану Вели оглы присвоено звание Героя Социалистического Труда с вручением ордена Ленина и золотой медали «Серп и Молот».
Ушел из жизни 20 сентября 1999 года в городе Баку.